# Medalla de la defensa de la Regió Àrtica Soviètica
La Medalla de la defensa de la Regió Àrtica Soviètica (Rus: Медаль «За оборону Советского Заполярья» - Transliterat: Medal "Za oboronu Sovestkogo Zapoliarya") és una medalla de la Guerra Ofensiva de la Gran Guerra Patriòtica, creada el 5 de desembre de 1944 per Stalin i atorgada a tots els soldats de l'Exèrcit Roig, Marina, Tropes del Ministeri d'Interior (MVD) i Tropes del Comitè de Seguretat de l'Estat (NKVD) que van participar en la defensa de la Regió Polar Soviètica, davant l'ofensiva Germano-Finesa entre el 22 de juny de 1941 i el novembre de 1944, durant un període mínim de 6 mesos, així com als organitzadors i dirigents de les operacions de combat.
Els civils receptors eren els participants en l'erecció de les línies defensives i fortificacions, participants en la defensa aèria de la regió o treballadors de les fàbriques de munició.
Tant els militars com els civils que, participant en la defensa de l'Àrtic, rebessin un orde o condecoració o fossin ferits rebien la medalla a la Defensa immediatament, de manera independent del temps que fes que hi participessin.

## Història
Va ser instituïda pel Decret de la Presidència del Soviet Suprem de l'URSS del 5 de desembre de 1944. Els reglaments, disseny i descripció de la medalla van ser confirmats a la Gaseta del Soviet Suprem de l'URSS num. 64 de 1944. La seva concessió era feta en nom de la Presidència del Soviet Suprem de l'URSS i atorgada pels caps de les unitats militats, establiments mèdica o soviets locals.
Penja a l'esquerra del pit i se situa després de la Medalla de la defensa del Caucas.
Va ser concedida sobre unes 350.000 vegades.
També és coneguda com a "Defensa de la Regió Transpolar Soviètica" i "Defensa de la Regió Polar".
La idea de la creació de la medalla va ser dels treballadors del departament d'exploració de l'Estat Major del Front de Carèlia. Es van fer alguns esbossos, i es presentà el millor al Tinent Coronel V. Alov i, amb el seu suport, la idea de la creació i l'esbós es va enviar a Moscou, a on el pintor A.I. Kuznetsov va acabar el disseny. En la competició per a la creació definitiva de la medalla també hi prengueren part dissenys dels pintors N.I. Moskalev i I.S. Teljatnikov.
Juntament amb la medalla es concedia un certificat acreditatiu.

## Disseny
Una medalla de llautó, de forma circular i amb un diàmetre de 32mm.
A l'anvers apareix la imatge d'un soldat combatent, amb abric i barret amb orelleres i amb una metralladora PPSH. A l'esquerra, darrere del soldat apareix un vaixell de guerra, i a la part superior, a ambdós costats, hi ha la silueta de dos avions, mentre que a la inferior hi apareixen dos tancs. En un anell a la part exterior hi ha la inscripció "ЗА ОБОРОНУ СОВЕТСКОГО ЗАПОЛЯРЬЯ" ("Per la Defensa de l'Àrtic Soviètic"), i a la part inferior hi ha una cinta amb l'estrella de 5 puntes al mig. Al centre de l'estrella apareixen la falç i el martell.
Al revers hi ha la inscripció "ЗА НАШУ СОВЕТСКУЮ РОДИНУ" ("Per la Nostra Pàtria Soviètica"). A la part superior hi ha la falç i el martell.
Es suspèn sobre un galó pentagonal de seda de muaré de 24mm d'amplada de color blau clar. Al mig hi ha una franja verda de 6mm. Els costats de la cinta i de la franja verda estan orlats amb franges blanques de 2mm.